# فانی مارکیو
فانی مارکیو (ایتالیایی: Fanny Marchiò؛ ۱ ژوئن ۱۹۰۴ – ۶ سپتامبر ۱۹۸۰) بازیگر اهل ایتالیا بود.
از فیلم‌ها یا برنامه‌های تلویزیونی که وی در آن نقش داشته است، می‌توان به روشنایی‌های واریته، شیخ سفید و آن بالابالاها اشاره کرد.